# Leanne Best
Leanne Best (* 15. Juni 1979 oder 1980 in Liverpool) ist eine britische Film- und Theaterschauspielerin, die für ihre Rollen in verschiedenen Fernsehserie wie Ripper Street, Home Fires und Carnival Row bekannt ist.

## Leben und Wirken
Best wurde 1979 als Tochter von Roag Best, Halbbruder des Beatlesmitglied Pete Best, geboren. Nach ihrer Ausbildung am Liverpool Institute for Performing Arts zog sie nach London. Ihr Schauspieldebüt feierte sie 2004 in einer Episodenrolle der Serie Casualty, in den folgenden Jahren spielte sie kleinere Rollen in weiteren Fernsehserien. Von 2013 bis 2014 spielte sie in Ripper Street wie wiederkehrende Rolle Jane Cobden. 2015 war sie in Star Wars: Das Erwachen der Macht zu sehen. Von 2015 bis 2016 spielte sie in der britischen Fernsehserie Home Fires die Hauptrolle Teresa Fenchurch. 2020 spielte sie in Der junge Wallander die Rolle der Vorgesetzten von Wallander.
Außerdem war sie in verschiedenen Theaterproduktionen in den Vereinigten Staaten und Großbritannien zu sehen.

## Veröffentlichungen (Auswahl)

### Filmografie
- 2004: Casualty (Fernsehserie, Folge 18.27)
- 2005: Hautnah – Die Methode Hill (Wire in the Blood, Fernsehserie, Folge 2.02 Mackie Messer)
- 2007: New Street Law (Fernsehserie, Folge 2.02)
- 2009: Moving On (Fernsehserie, Folge 1.04)
- 2010–2011: Doctors (Fernsehserie, Folgen 11.205 und 13.151)
- 2012: Good Cop (Fernsehserie, Folge 1.03)
- 2013: Lucan (Fernsehserie, Folge 1.01)
- 2013–2014: Ripper Street (Fernsehserie, zehn Folgen)
- 2014: Die Verschwörung: Gnadenlose Jagd (Salting the Battlefield)
- 2014: New Tricks – Die Krimispezialisten (Fernsehserie, Folge 11.08)
- 2014: Die Frau in Schwarz 2: Engel des Todes (The Woman in Black: Angel of Death)
- 2014: Mord auf Shetland (Shetland, Fernsehserie, Folge 2.04)
- 2015: Fortitude (Fernsehserie, sechs Folgen)
- 2015: From Darkness (Fernsehserie, vier Folgen)
- 2015: Star Wars: Das Erwachen der Macht (Star Wars: The Force Awakens)
- 2015–2016: Home Fires (Fernsehserie, 12 Folgen)
- 2016: The Nightmare Worlds of H. G. Wells (Fernsehserie, Folge 1.04)
- 2016: Line of Duty (Fernsehserie, drei Folgen)
- 2016: Black Mirror (Fernsehserie, Folge 3.03 Mach, was wir sagen)
- 2016–2017: Cold Feet (Fernsehserie, 15 Folgen)
- 2017: Film Stars Don’t Die in Liverpool
- 2017–2020: Tin Star (Fernsehserie, fünf Folgen)
- 2019: Little Joe – Glück ist ein Geschäft (Little Joe)
- 2019: I Am…(Fernsehserie, Folge 1.01)
- 2019: Carnival Row (Fernsehserie, vier Folgen)
- 2020–2022: Der junge Wallander (Young Wallander, Fernsehserie, 12 Folge)
- 2020: Isolation Stories (Miniserie, Folge 1.04)
- 2021: Harm
- 2021: Close to Me (Miniserie, sechs Folgen)
- 2022: Four Lives (Miniserie, drei Folgen)
- 2023: Raging Grace
- 2023: Bolan’s Shoes
- 2024: Sebastian

### Theatrografie
- 2012: A Streetcar Named Desire, am Liverpool Playhouse, Regie: Gemma Bodinetz
- 2013: Backbeat, am Ahmanson Theatre Los Angeles, Regie: David Leveaux
- 2018: Sweat, am Donmar Warehouse London, Regie: Lynette Linton
- 2019: Sweat, am Gielgud Theatre London, Regie: Lynette Linton